# Antraknoza

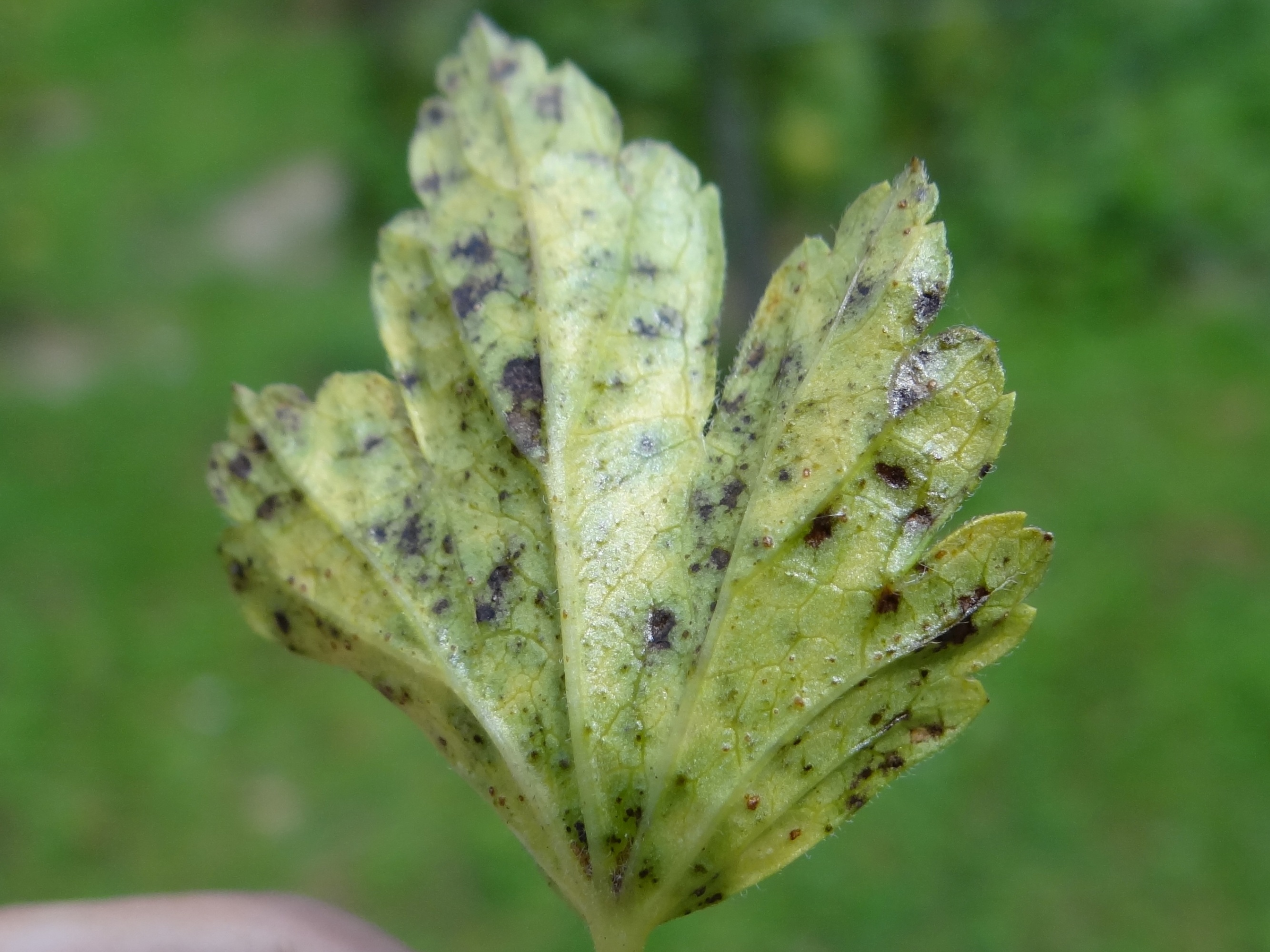
Antraknoza liści porzeczek

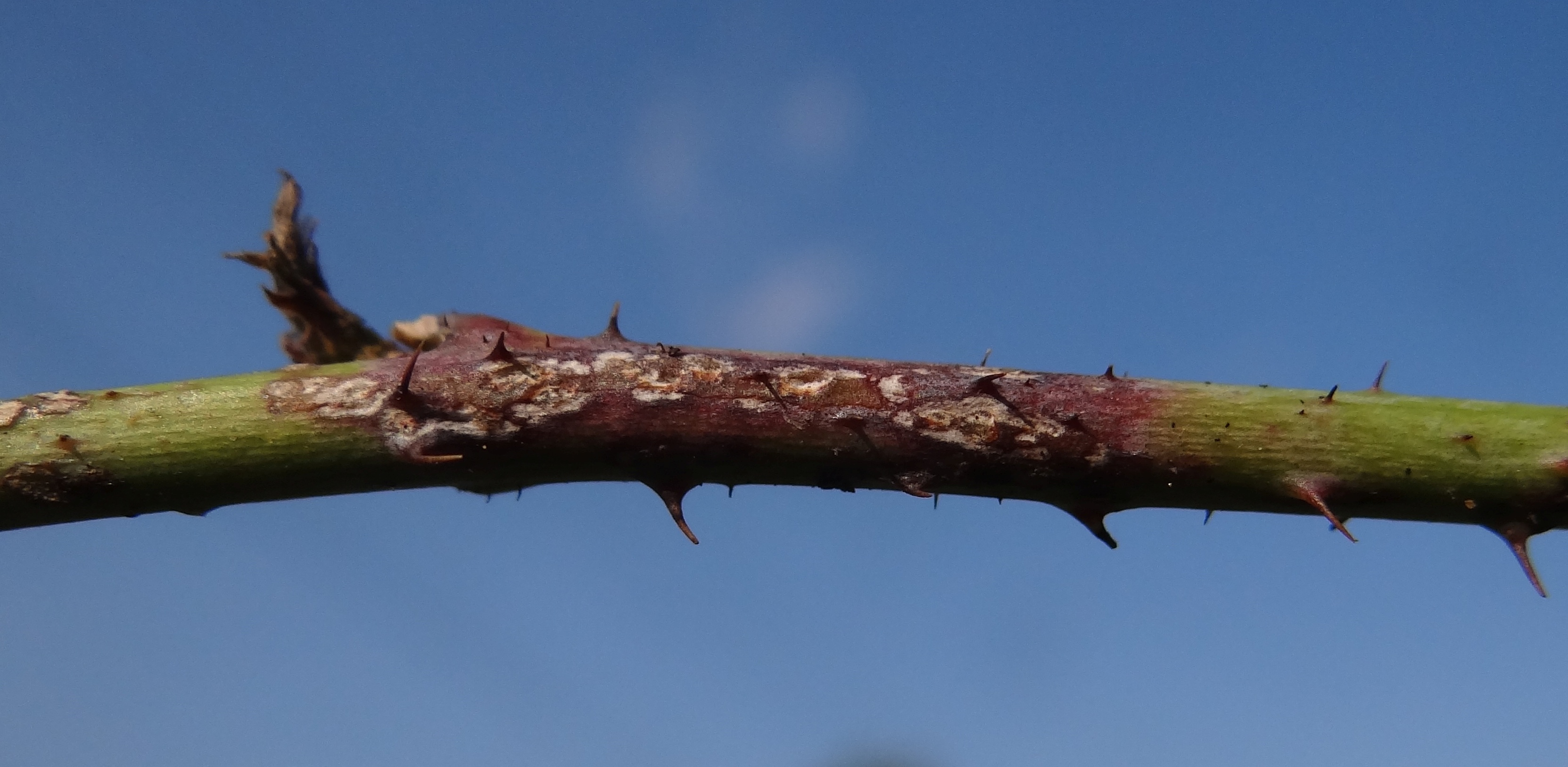
Antraknoza pędów maliny

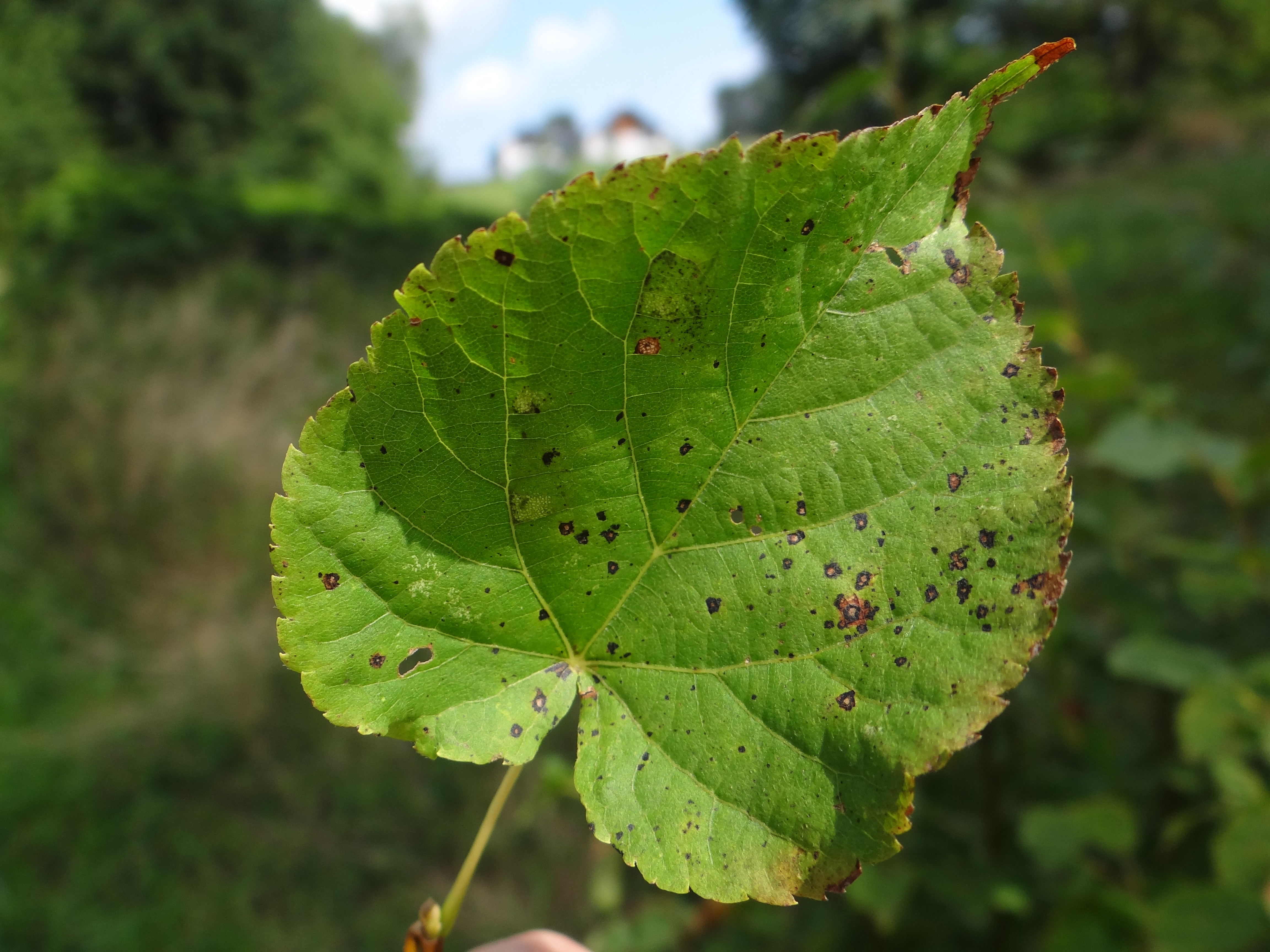
Antraknoza drzew liściastych na liściu lipy drobnolistnej

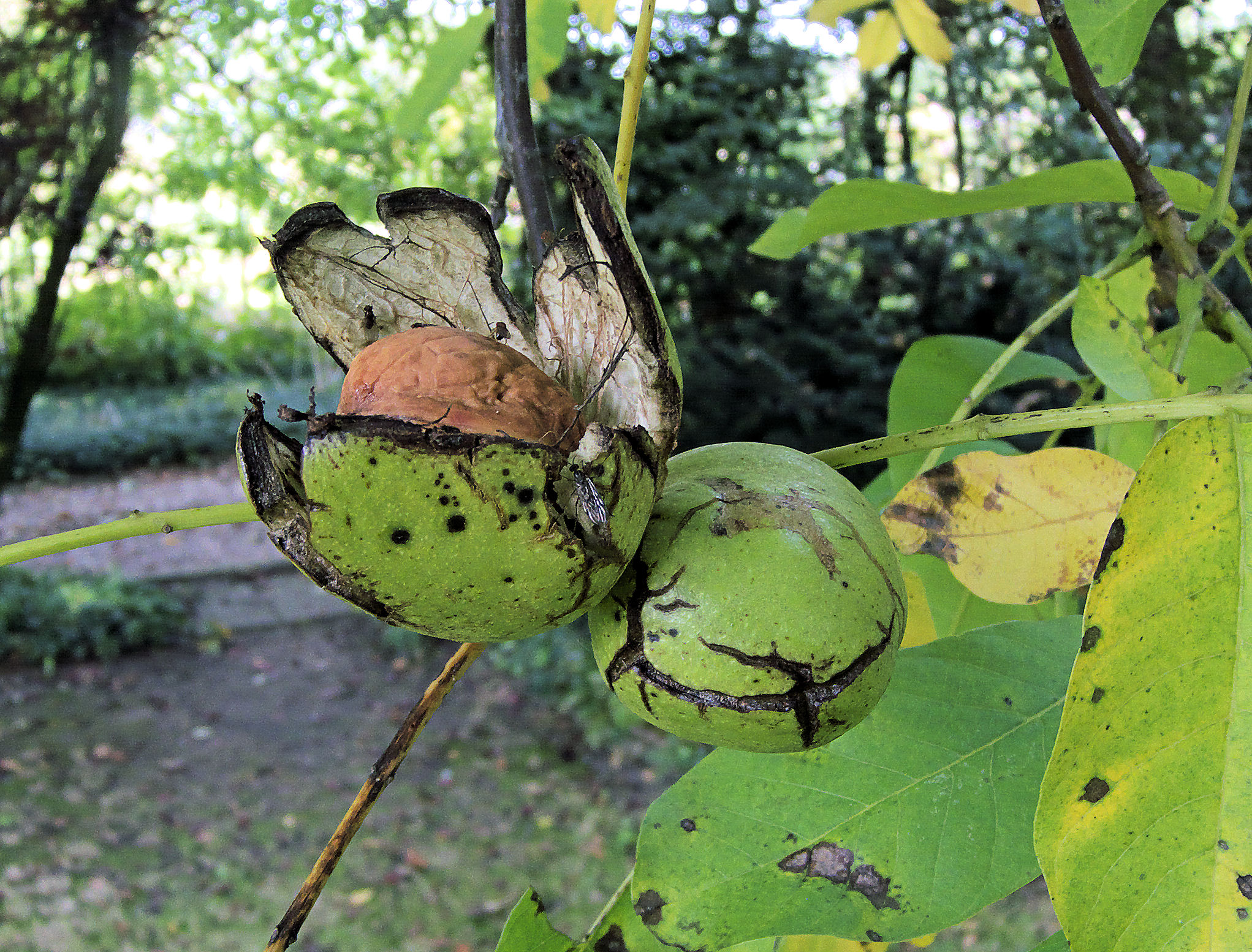
Antraknoza orzecha włoskiego

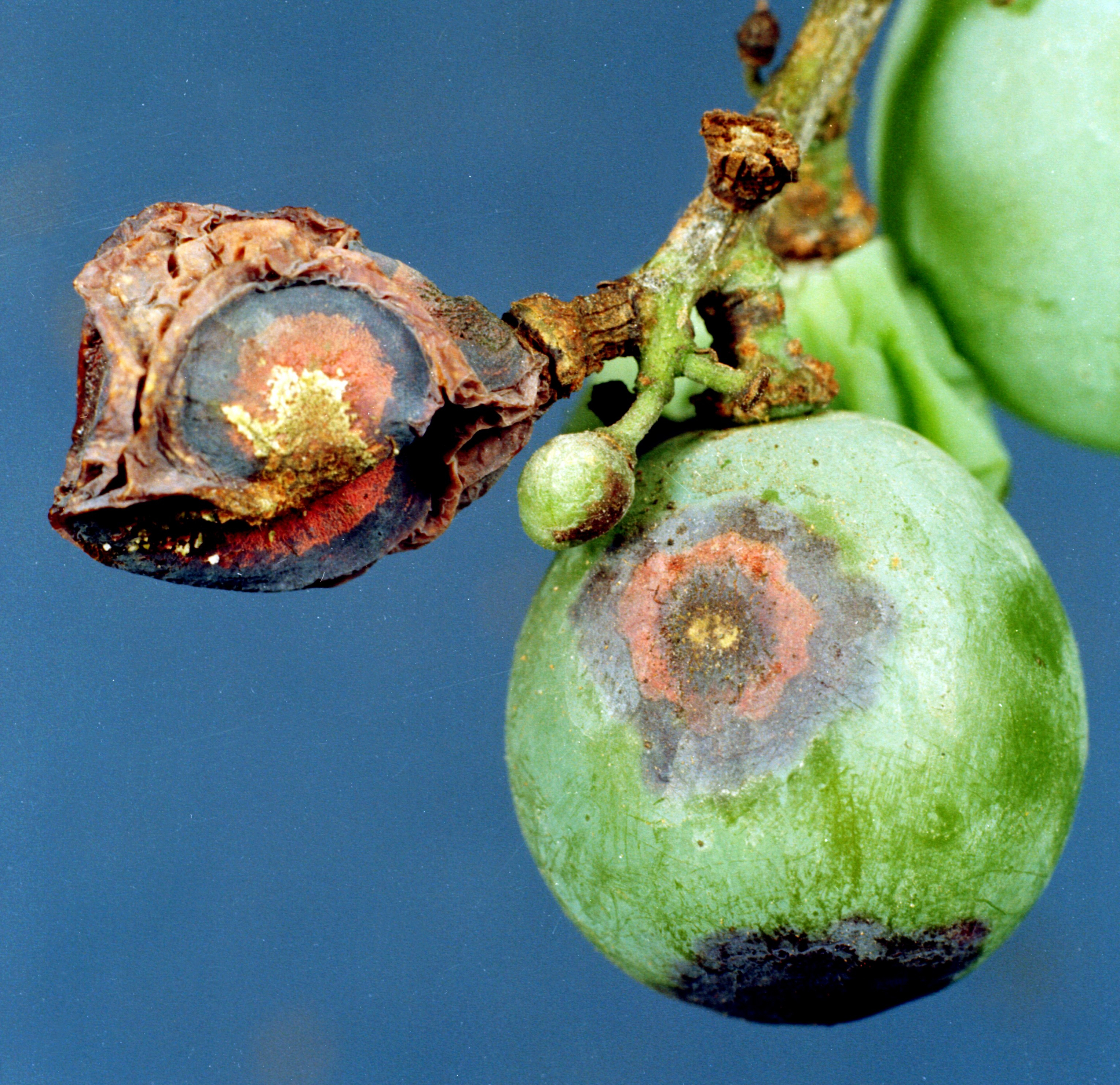
Antraknoza winogron

Antraknoza lub zgorzel – grupa grzybowych chorób roślin, podczas których w tkankach roślin występują zgorzele. Są to choroby infekcyjne wywoływane przez grzyby. Porażają one głównie liście, łodygi i owoce, powodując powstawanie na nich drobnych plamistości i brunatnych, zapadniętych plam ze zdeformowaną powierzchnią. Silnie porażone liście przedwcześnie opadają. W niektórych przypadkach antraknoza obejmuje również podstawę łodygi i korzeń (antraknoza ziemniaka i pomidora).
Do ważniejszych antraknoz należą:
- antraknoza amarylisa (Colletotrichum crassipes)
- antraknoza bluszczu (Colletotrichum trichellum)
- antraknoza borówki wysokiej (Colletotrichum gloeosporioides, Colletotrichum acutatum)
- antraknoza cebuli (Colletotrichum circinans)
- antraknoza cyklamena (Colletotrichum gloeosporioides)
- antraknoza drzew liściastych (Apiognomonia errabunda)[2]
- antraknoza dyniowatych (Colletotrichum orbiculare)
- antraknoza fasoli (Colletotrichum lindemuthianum)
- antraknoza fikusa (Colletotrichum gloeosporioides)
- antraknoza koniczyny (Kabatiella caulivora, Colletotrichum trifolii)
- antraknoza krotonu (Colletotrichum gloeosporioides)
- antraknoza liści porzeczek (Drepanopeziza ribis)
- antraknoza liści topoli (Drepanopeziza sp.)
- antraknoza lnu (Colletotrichum linicola)
- antraknoza lucerny (Colletotrichum trifolii)
- antraknoza łubinu (Colletotrichum gloeosporioides, Colletotrichum lupini)
- antraknoza maliny i jeżyny (Elsinoë veneta)
- antraknoza owoców (Colletotrichum gloeosporioides)
- antraknoza owoców żurawiny (Colletotrichum gloeosporioides)
- antraknoza orzecha włoskiego (Ophiognomonia leptostyla)
- antraknoza papryki (Colletotrichum sp.)
- antraknoza platana (Apiognomonia veneta)[3]
- antraknoza pomidora (Colletotrichum coccodes, Colletotrichum gloeosporioides)
- antraknoza różanecznika (Colletotrichum gloeosporioides)
- antraknoza róży (Elsinoë rosarum)
- antraknoza seradeli (Colletotrichum trifolii)
- antraknoza soi (Colletotrichum truncatum)
- antraknoza storczyków (Colletotrichum gloeosporioides)
- antraknoza traw (Colletotrichum graminicola, Microdochium bolleyi)
- antraknoza truskawki (Colletotrichum acutatum, Colletotrichum gloeosporioides, Colletotrichum dematium, Colletotrichum fragariae)
- antraknoza wierzby wiciowej (Colletotrichum gloeosporioides; Glomerella miyabeana)
- antraknoza winogron (Colletotrichum gloeosporioides)
- antraknoza winorośli (Elsinoë ampelina)
- antraknoza zawilca (Colletotrichum acutatum)
- antraknoza ziemniaka (Colletotrichum coccodes)
- antraknoza zbóż (Colletotrichum graminicola)

Nazwy chorób na podstawie opracowania „Polskie nazwy chorób roślin użytkowych” (bez przypisów), oraz innych (oznaczone przypisami).